# Jorge Wagensberg
Jorge Wagensberg Lubinski (Barcelona, 2 de diciembre de 1948-ibídem, 3 de marzo de 2018) fue un profesor, investigador y escritor español. Licenciado (1971) y doctorado (1976) en física con premio extraordinario por la Universidad de Barcelona, donde fue profesor de Teoría de los Procesos Irreversibles en la Facultad de Física desde 1981 hasta 2016. También fue profesor invitado en la Danube University Krems (Austria).

## Biografía
Jorge Wagensberg, nacido en 1948, era hijo de Icek Wagensberg y Helcha Lubinski, ambos judíos polacos que se mudaron a Barcelona a principios de los años 1930, huyendo de las persecuciones de judíos en Polonia. Su padre montó una exitosa empresa de maletas en la capital catalana, y allí conoció a Helcha, hija de una familia de clase media de Lodz, con quien se casaría en 1948. Entre ellos hablaban yidis, la lengua de los judíos asquenazíes, idioma que Jorge conocía bien, junto con el catalán, el español, el alemán, el inglés, el francés y el italiano. Un sobrino suyo hijo de su hermano Mauricio, Ruben Wagensberg, es diputado en el Parlamento de Cataluña por Esquerra Republicana.
Wagensberg fue a la Escuela Suiza y al Liceo Francés de Barcelona, evitando de esta forma la formación religiosa y la segregación por sexos tan habitual durante el franquismo, tal y como querían sus padres. Pere Ribera fue profesor suyo durante el período en el que estuvo en el Liceo Francés.

## Científico y divulgador
Wagensberg fue uno de los divulgadores científicos más destacados[cita requerida] de España como editor, conferenciante, escritor y museólogo.
Creó y dirigió entre 1991 y 2005 el Museo de la Ciencia en Barcelona, actualmente denominado CosmoCaixa, de la Fundación «la Caixa», liderando también la renovación del mismo que culminó en 2004, con sedes en Barcelona y Madrid. Fue el director científico de la Fundación la Caixa hasta 2014.
Como científico, Wagensberg hizo aportaciones a la producción de pensamiento científico en distintos campos, como termodinámica del no-equilibrio, termodinámica de cultivos microbiológicos, la simulación de Montecarlo, biología teórica, entomología, tafonomía, filosofía de la ciencia y museología científica en revistas especializadas como Journal of Nonequilibrium Thermodynamics, Physica A, American Journal of Physics, The Journal of Physics and Chemistry of Solids, Journal of Theoretical Biology, Bulletin of Mathematical Biology, Proceedings of the National Academy of Sciences (PNAS), Entomologica Scandinavica, Beiträge zur Entomologie, Biology and Philosophy, Biological Theory, Computer Applications in Biosciences (CABIOS), Museum Practice o ECSITE News Letters.
Fue presidente de European Collaborative for Science & Technology (ECSITE) entre 1993 y 1995 y, en 2010, fue miembro fundador de European Museum Academy (EMA). Colaboró regularmente en la revista Mètode y en los diarios El País y El Periódico.

## Autor y editor
Es autor de ensayos periodísticos, una veintena de libros y un centenar de trabajos de investigación sobre termodinámica, matemática, biofísica, microbiología, paleontología, entomología, museología científica y filosofía de la ciencia. En abril de 2014 publicó un trabajo en la revista sobre cognición y evolución Biological Theory, del Konrad Lorenz Institute de Austria, sobre la esencia del método científico, «On the Existence and Uniqueness of the Scientific Method» (2014), vol. 9 (3), pp. 331-346.
En 1983 fundó la colección de libros "Metatemas» («libros para pensar la ciencia») de la editorial Tusquets, de la que fue editor desde entonces. La colección, dedicada al pensamiento científico ha publicado más de un centenar de títulos de autores como: Erwin Schrödinger, Albert Einstein, Konrad Lorenz, Richard Feynman, Stephen Jay Gould, Jacques Monod, François Jacob, Norbert Wiener, Murray Gell-Mann, Martin Gardner, Martin Rees, Richard Dawkins, Benoît Mandelbrot, Lynn Margulis, Douglas Hofstadter, Sheldon Glashow, René Thom y el mismo Wagensberg, entre otros. En su treinta aniversario la colección supera los 130 títulos publicados.
Fue autor de numerosos aforismos, publicados en periódicos (especialmente en El País) y en libros recopilatorios, como Más árboles que ramas (Tusquets, 2012).

## Reconocimientos
- Premio 'VI Reserva" Raimat de la Cultura (1995).
- Premio de Periodismo Juan Mari Arzak por el artículo «Aproximación a una copa de vino tinto» (2003).
- Premio Nacional de Cataluña al Pensamiento y la Cultura Científica (2005).[6]
- Premio Manel Xifra i Boada a la Transmisión de Conocimiento Técnico y Tecnológico (2006).
- Cruz de San Jorge de la Generalidad de Cataluña (2007).[6]
- Premio Catalunya Fundació Privada (2007).
- Doctor honoris causa por la Universitat de Lleida (2010).

## Publicaciones
- Nosotros y la ciencia (1980), Editorial Bosch, S.A., ISBN 978-84-7162-803-9
- Ideas sobre la complejidad del mundo (1985), Tusquets Editores, ISBN 978-84-7223-453-6
traducción al francés, L'âme de la méduse(1997), Le Seuil, ISBN 2-02-02481-X.
- Proceso al azar (1986), edición colectiva, Tusquets eds. España ISBN 84-7223-457-6 (traducción al catalán)
- El temps (1986), edición colectiva, Fundació Caixa de Pensions, ISBN 84-7664-137-0
- Amazonia: ilusiones ilustradas (1996), Àmbit Serveis Editorials, S.A., ISBN 978-84-89681-00-2
- Introducció a la Teoria de la Probabilitat i la Informació (1997), (con Jaume Masoliver), Proa ed.
- Ideas para la imaginación impura: 53 reflexiones en su propia sustancia (1998), Tusquets Editores, ISBN  978-84-8310-595-5
- El progreso (1998), edición colectiva, Tusquets Editores, España, ISBN 978-84-8310-569-6
- Cartes creuades: Desde la fe i l'agnosticisme, (1999), Mediterrànea, edición colectiva
- Seres y estrellas (2000) con Jordi Llompart, Eduard Salvador y Eudald Carbonell, Plaza & Janés, ISBN 978-84-01-37681-8
- Si la naturaleza es la respuesta ¿cuál era la pregunta?: y otros quinientos pensamientos sobre la incertidumbre (2002), Tusquets Editores, ISBN 978-84-8310-847-5 (traducción al catalán). Pensamentos sobre a incerteza (2010), (traducción al portugués), editora Saraiva.
- Ideas sobre la complejidad del mundo (2003), Tusquets Editores, ISBN 978-84-8310-859-8
- La rebelión de las formas: o cómo perseverar cuando la incertidumbre aprieta (2004), Tusquets Editores, ISBN 978-84-8310-975-5
Formen matxinada (2007), Zio 6 (traducción al euskera), ISBN 978-84-8373-989-1
- CosmoCaixa (2004), Fundación "la Caixa», ISBN 978-84-7644-834-6
- A más cómo, menos por qué: 747 reflexiones con la intención de comprender lo fundamental, lo natural y lo cultural (2006), Tusquets Editores, ISBN (13): 978-84-8310-461-3, Círculo de Lectores, S.A. ISBN 978-84-672-2094-0
- Cosmocaixa, el Museo Total por Conversación entre Arquitectos y Museólogos (2006), con Terradas arquitectos, Actar, Sacyr-Sau, ISBN 978-84-611-2623-1
Cosmocaixa, the Total Museum through Conversation between Architects and Museologists (2006), (traducción al inglés) with Terradas Architects, Actar,Sacyr-Sau, ISBN 978-84-611-2624-8
- El Tapís de la Creació (2007) con Antoni Tapiès y Joaquí Yarza, Edicions 62, SA, ISBN 978-84-297-6073-6
- Daynès (2007), Fragments International Éditions, Paris, ISBN 978-2917160039
- Challenges of the XXI Century, An Essay regarding Genomic, Equality in the Human Species (2007) with Lorenzo Calabi, Daniel Dennet and André Glückmann, Divulgare Lybrary.
- Paisajes neuronales (2007) con S. Markran y Javier De Felipe, Madrid, CSIC, ISBN 978-84-00085339
- El gozo intelectual: teoría y práctica sobre la inteligibilidad y la belleza (2007), Tusquets Editores, ISBN 978-84-8310-395-1
O gozo intelectual (2010) traducción al portugués, Editora Unicamp, Brasil, ISBN 978-85-268-0875-1
- Yo, lo superfluo y el error (2009), Tusquets Editores, ISBN 978-84-8383-154-0
- Las raíces triviales de lo fundamental (2010), Tusquets Editores, ISBN 978-84-8383-258-5
- Más árboles que ramas: 1116 aforismos para navegar por la realidad (2012), Tusquets Editores, ISBN 978-84-8383-406-0
- The Photography of Nature and the Nature of Photography: Joan Fontcuberta (2013), with Geoffrey Batchen, The Haselblad Award 2013, Stockholm, ISBN 978 190 7941 6516
- Altamira (2013), Un mar de historias, Editorial Mediterrània, ISBN 978-84-9979-226-2
- El pensador intruso (2014), Tusquets Editores, ISBN (13) 978-84-8383-862-4
- Algunos años después (2015), Now Books, ISBN 978-8416245 12 3 en catalán, "Alguns anys després» (2015), Ara Llibres, ISBN 9788416154203
- El Derecho de los animales (2015), (colectivo coord. Basilio Baltasar), Cátedra de Estudios Iberoamericanos Jesús Polanco, ISBN 978-84-16402-21-2
- Solo tenemos un planeta (2017), (con Joan Martínez Alier), Icaria Editorial S.A., ISBN 978-84-9888-756.3
- Teoría de la creatividad, eclosión, gloria y miseria de las ideas (2017), Metatemas, Tusquets eds, ISBN 978-84-90663 622
- Solo se puede tener fe en la duda (2018), Metatemas, Tusquets eds.ISBN 84-8310-9066-501-5